# Wereldkampioenschappen schaatsen afstanden 2021
De wereldkampioenschappen schaatsen afstanden 2021 werden gehouden van donderdag 11 tot en met zondag 14 februari 2021 in de ijshal Thialf te Heerenveen. Het was de 21e editie van de WK afstanden en na de edities van 1999, 2012 en 2015 de vierde WK afstanden in Heerenveen. Thialf was hiermee de eerste ijsbaan die de afstandskampioenschappen voor de vierde keer organiseerde.
De Zweed Nils van der Poel zorgde op de 10.000 meter voor een bijzondere prestatie door voor het eerst in jaren weer eens op een laaglandbaan een wereldrecord te verbreken. Van der Poel won twee wereldtitels en is daarmee de eerste Zweedse wereldkampioen op een afstand.

## Toewijzing
De volgende plaatsen/ijsbanen hadden een bid ingediend om het WK afstanden 2021 te mogen organiseren:
| Land             | Plaats         | IJsbaan           | Capaciteit |
| ---------------- | -------------- | ----------------- | ---------- |
| Noorwegen        | Hamar          | Vikingskipet      | 9.000      |
| Italië           | Turijn         | Oval Lingotto     | 5.000      |
| Verenigde Staten | Salt Lake City | Utah Olympic Oval | 4.000      |

Op 17 juni 2020 heeft de ISU bekendgemaakt dat het WK afstanden 2021 definitief is toegewezen aan de National Speed Skating Oval in Peking, China. De ISU heeft hiermee de plaatsen die een bid hadden ingediend gepasseerd. De voorkeur ging uit naar Peking, omdat net als in 2009, 2013 en 2017 de gaststad van de Olympische Winterspelen, in het jaar voor de Spelen de kans keeg voor een 'generale repetitie'.
Op 24 november 2020 maakte de Internationale Schaatsunie bekend dat vanwege de coronacrisis en de daarmee strenge maatregelen in China, ervoor werd gekozen om als locatie, de ijsbaan in Peking in te ruilen voor Thialf, Heerenveen, omdat het internationale schaatsen daar al zou zijn neergestreken voor het EK allround/sprint en twee wereldbekerwedstrijden. Ook werd bekend dat er een olympisch programma zal worden afgewerkt, zonder de teamsprint voor mannen en vrouwen.

## Afwezigen
Als gevolg van de coronacrisis waren er geen schaatsers uit de gerenommeerde schaatslanden Japan, Zuid-Korea en China aanwezig. Ook diverse Amerikanen en Canadezen, waaronder regerend wereldkampioen 10.000m Graeme Fish, kozen ervoor om niet naar Nederland af te reizen.

## Tijdschema
| Datum            | Aanvang | Mannen                         | Vrouwen                        |
| ---------------- | ------- | ------------------------------ | ------------------------------ |
| 11 februari 2021 | 14:50   | 5000 meter                     | 3000 meter                     |
| 12 februari 2021 | 15:10   | Ploegenachtervolging 500 meter | Ploegenachtervolging 500 meter |
| 13 februari 2021 | 13:48   | 1000 meter Massastart          | 1000 meter Massastart          |
| 14 februari 2021 | 12:35   | 1500 meter 10.000 meter        | 1500 meter 5000 meter          |

## Podiumplaatsen

### Mannen
| Onderdeel                    | Goud                                                | Goud              | Zilver                                            | Zilver            | Brons                                                                   | Brons             |
| ---------------------------- | --------------------------------------------------- | ----------------- | ------------------------------------------------- | ----------------- | ----------------------------------------------------------------------- | ----------------- |
| 500 m Details                | Laurent Dubreuil Canada                             | 34,39             | Pavel Koelizjnikov Russian Skating Union          | 34,54             | Dai Dai N'tab Nederland                                                 | 34,62             |
| 1000 m Details               | Kai Verbij Nederland                                | 1.08,05           | Pavel Koelizjnikov Russian Skating Union          | 1.08,31           | Laurent Dubreuil Canada                                                 | 1.08,56           |
| 1500 m Details               | Thomas Krol Nederland                               | 1.43,75           | Kjeld Nuis Nederland                              | 1.44,11           | Patrick Roest Nederland                                                 | 1.45,49           |
| 5000 m Details               | Nils van der Poel Zweden                            | 6.08,39           | Patrick Roest Nederland                           | 6.10,05           | Sergej Trofimov Russian Skating Union                                   | 6.13,02           |
| 10.000 m Details             | Nils van der Poel Zweden                            | 12.32,95 WR       | Jorrit Bergsma Nederland                          | 12.45,86          | Aleksandr Roemjantsev Russian Skating Union                             | 12.54,74          |
| Massastart Details           | Joey Mantia Verenigde Staten                        | 60 punten 7.32,47 | Arjan Stroetinga Nederland                        | 40 punten 7.32,77 | Bart Swings België                                                      | 21 punten 7.32,83 |
| Ploegenachtervolging Details | Nederland Marcel Bosker Patrick Roest Beau Snellink | 3.41,42           | Canada Jordan Belchos Ted-Jan Bloemen Connor Howe | 3.41,71           | Russian Skating Union Danila Semerikov Sergej Trofimov Roeslan Zacharov | 3.42,66           |

### Vrouwen
| Onderdeel                    | Goud                                                   | Goud              | Zilver                                                   | Zilver            | Brons                                                                          | Brons             |
| ---------------------------- | ------------------------------------------------------ | ----------------- | -------------------------------------------------------- | ----------------- | ------------------------------------------------------------------------------ | ----------------- |
| 500 m Details                | Angelina Golikova Russian Skating Union                | 37,14             | Femke Kok Nederland                                      | 37,28             | Olga Fatkoelina Russian Skating Union                                          | 37,45             |
| 1000 m Details               | Brittany Bowe Verenigde Staten                         | 1.14,12           | Jutta Leerdam Nederland                                  | 1.14,67           | Jelizaveta Goloebeva Russian Skating Union                                     | 1.14,84           |
| 1500 m Details               | Ragne Wiklund Noorwegen                                | 1.54,61           | Brittany Bowe Verenigde Staten                           | 1.55,03           | Jevgenia Lalenkova Russian Skating Union                                       | 1.55,09           |
| 3000 m Details               | Antoinette de Jong Nederland                           | 3.58,47           | Martina Sáblíková Tsjechië                               | 3.58,57           | Irene Schouten Nederland                                                       | 3.59,75           |
| 5000 m Details               | Irene Schouten Nederland                               | 6.48,53           | Natalja Voronina Russian Skating Union                   | 6.50,99           | Carlijn Achtereekte Nederland                                                  | 6.52,22           |
| Massastart Details           | Marijke Groenewoud Nederland                           | 60 punten 8.43,15 | Ivanie Blondin Canada                                    | 42 punten 8.43,26 | Irene Schouten Nederland                                                       | 20 punten 8.43,56 |
| Ploegenachtervolging Details | Nederland Antoinette de Jong Irene Schouten Ireen Wüst | 2.55,79           | Canada Ivanie Blondin Valérie Maltais Isabelle Weidemann | 2.55,97           | Russian Skating Union Jelizaveta Goloebeva Jevgenia Lalenkova Natalja Voronina | 2.59,35           |

### Medailleklassement
| Plaats | Land                  | Goud | Zilver | Brons | Totaal |
| 1      | Nederland             | 7    | 6      | 5     | 18     |
| 2      | Verenigde Staten      | 2    | 1      | 0     | 3      |
| 3      | Zweden                | 2    | 0      | 0     | 2      |
| 4      | Russian Skating Union | 1    | 3      | 7     | 11     |
| 5      | Canada                | 1    | 3      | 1     | 5      |
| 6      | Noorwegen             | 1    | 0      | 0     | 1      |
| 7      | Tsjechië              | 0    | 1      | 0     | 1      |
| 8      | België                | 0    | 0      | 1     | 1      |
| Totaal | Totaal                | 14   | 14     | 14    | 42     |